# Studio Bar
Studio Bar é o nono álbum ao vivo e o nono álbum de vídeo da dupla sertaneja Bruno & Marrone, lançado em 31 de outubro de 2019 pela Universal Music. 
O álbum marca os 25 anos do primeiro disco lançado pela dupla e foi gravado em dezembro de 2018, em Uberlândia, Minas Gerais.
A ideia da ambientação, mesclando bar com estúdio, veio do começo da carreira da dupla, que passou 10 anos cantando em bares até conseguir gravar seu primeiro disco.

## Lista de faixas
| N.º            | Título                                        | Compositor(es)                                                                                               | Duração |  |
| 1.             | "Gostinho de Cerveja"                         | Samuel Deolli / Edu Moura / Matheus di Pádua / Normani                                                       | 2:54    |  |
| 2.             | "Minha Digital"                               | Rafael Almeida / Thauan Fernandes / Pedro Padilha                                                            | 2:53    |  |
| 3.             | "Tapete de Crochê"                            | Diego Silveira / Rafael Borges / Nicolas Damasceno                                                           | 3:08    |  |
| 4.             | "Quatro Fases"                                | Rafael Almeida                                                                                               | 2:42    |  |
| 5.             | "Surto de Amor" (com part. de Jorge e Mateus) | Samuel Deolli / Edu Moura / Matheus di Pádua / Normani / Davi Jonas                                          | 2:37    |  |
| 6.             | "Noite de Azar"                               | Fátima Leão / Jonathan Félix / Alexandre / Delluka Vieira / Ruan Soares                                      | 3:12    |  |
| 7.             | "Arroz de Bar"                                | Diego Silveira / Rafael Borges / Nicolas Damasceno                                                           | 2:38    |  |
| 8.             | "Nem Mais Um Passo"                           | Renan Augusto / Rodrigo Marques / Michel Alves / Victor Reis                                                 | 2:42    |  |
| 9.             | "Por Ti"                                      | Franco Levine                                                                                                | 3:29    |  |
| 10.            | "Enganando a Despedida"                       | Junior Gomes / Rennó / Vinícius Poeta / Vine Show                                                            | 2:46    |  |
| 11.            | "Ressaca de Amor"                             | Gustavo Broca / Marrone / Castigo / Castiguinho / Michel Petry / Tobias                                      | 2:51    |  |
| 12.            | "Fogo Molhado"                                | Pedro Alves / Pedro Padilha / Antônio Wallacy                                                                | 2:59    |  |
| 13.            | "Qualquer Hora Dessas"                        | Douglas Mello / Nando Marx / Flavinho Tinto / Bruno César / Ruan Soares                                      | 3:02    |  |
| 14.            | "Show de Recaída"                             | Junior Gomes / Rennó / Vinícius Poeta / Vine Show / Benicio Neto                                             | 2:52    |  |
| 15.            | "Isca"                                        | Vinícius Filho / Warley Maia / Matheus Junio                                                                 | 2:50    |  |
| 16.            | "Touchscreen"                                 | Vinícius Filho / Gabriel Menezes / Marcus Leite / Aislan Alves / Heittor Alves / Matheus Junio / Eloá Sayara | 2:48    |  |
| 17.            | "Por Um Minuto (Por Un Minuto)"               | Alessio Lorenzi / Giampaolo Santandrea / Josep Capdevilla Querol (versãoː Cláudio Rabello)                   | 4:27    |  |
| 18.            | "Boate Azul"                                  | Benedito Seviero / Tomaz                                                                                     | 3:17    |  |
| 19.            | "Dormi Na Praça"                              | Fátima Leão / Elias Muniz                                                                                    | 2:39    |  |
| 20.            | "Te Amar Foi Ilusão"                          | Bruno / Luiz Cláudio                                                                                         | 3:25    |  |
| 21.            | "A Dama De Vermelho"                          | Ado Benatti / Jeca Mineiro                                                                                   | 3:23    |  |
| 22.            | "Inevitável"                                  | Zé Henrique                                                                                                  | 3:35    |  |
| 23.            | "Só Bebendo"                                  | Adair Cardoso / Gustavo Henrique                                                                             | 2:45    |  |
| 24.            | "Rebobina"                                    | Vinícius Filho / Matheus Junio                                                                               | 3:24    |  |
| 25.            | "Ego Ferido"                                  | Pedro Padilha / Rafael Almeida / Adryelson Martins                                                           | 3:05    |  |
| Duração total: | Duração total:                                | Duração total:                                                                                               | 1:16:00 |  |